# Províncies Unides d'Agra i Oudh

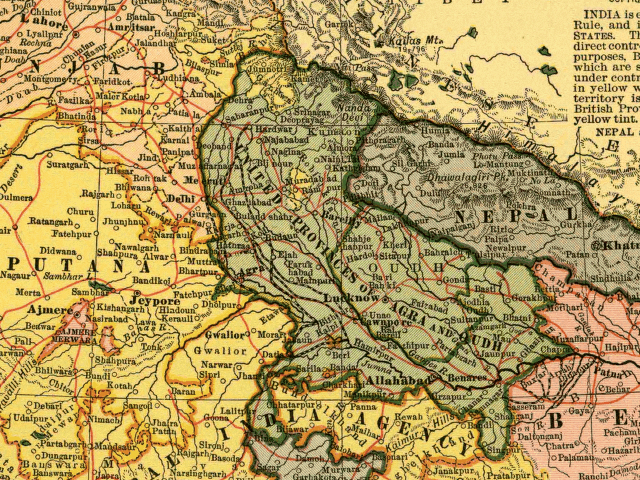
Les Províncies Unides el 1903

Les Províncies Unides d'Agra i Oudh fou el nom amb què fou coneguda la província britànica anomenada abans Províncies del Nord-oest i de fet Províncies del Nord-oest i Oudh des de (oficialment) el 22 de març de 1902, quan el comissionariat d'Oudh va quedar unit a les Províncies del Nord-oest formant una sola província. El 3 de gener de 1921 va formar una nova província amb més autonomia que fou rebatejada Províncies Unides de l'Índia Britànica.
La superfície era: 215.483 km² Agra i 62.072 km² Oudh, total 277.555 km². La població va passar de 42.002.897 habitants el 1872 (1869 a Oudh) a 44.107.869 el 1881, 46.905.085 habitants el 1891 i 47.691.782 el 1901.
La presidència d'Agra es va formar efectivament el 1834 i fins aquesta data fou part de Bengala com a Províncies Cedides i Conquerides i a vegades anomenades Províncis Occidentals. El 1836 va canviar a Províncies del Nord-oest i el 1856 hi fou incorporat l'Oudh que va esdevenir una divisió o subprovíncia sota un cap comissionat i administració separada. El 1877 les dues províncies van quedar unides sota el mateix gopvern (tinent governador de les Províncies del Nord-oest i cap comissionat d'Oudh) i el 1902 el nom va ser canviat i la província posada sota un tinent governador quedant el càrrec de cap comissionat eliminat.

## Administració
Estaven formades el 1901 per 9 divisions, 48 districtes i dos estats natius (Rampur i Tehri-Garhwal)
- Divisió de Meerut
  - Districte de Meerut
  - Districte de Dehra Dun
  - Districte de Saharanpur
  - Districte de Muzaffarnagar
  - Districte de Bulandshahr
  - Districte d'Aligarh
- Divisió d'Agra
  - Districte de Muttra (Mathura)
  - Districte d'Agra
  - Districte de Farrukhabad
  - Districte de Mainpuri
  - Districte d'Etawah
  - Districte d'Etah
- Divisió de Rohilkhand
  - Districte de Bijnaur (Bijnor)
  - Districte de Moradabad
  - Districte de Budaun
  - Districte de Bareilly
  - Districte de Shahjahanpur
  - Districte de Pilibhit
- Divisió d'Allahabad
  - Districte de Cawnpur (Cawnpore)
  - Districte de Fatehpur
  - Districte de Banda
  - Districte d'Allahabad
  - Districte d'Hamirpur
  - Districte de Jhansi
  - Districte de Jalaun
- Divisió de Benarés
  - Districte de Mirzapur
  - Districte de Benarés
  - Districte de Jaunpur
  - Districte de Ghazipur
  - Districte de Ballia
- Divisió de Gorakhpur
  - Districte d'Azamgarh
  - Districte de Gorakhpur
  - Districte de Basti
- Divisió de Kumaun
  - Districte d'Almora
  - Districte de Naini Tal
  - Districte de Garhwal
- Divisió de Lucknow
  - Districte de Lucknow
  - Districte d'Unao
  - Districte de Rae Bareli
  - Districte d'Hardoi
  - Districte de Sitapur
  - Districte de Kheri
- Divisió de Faizabad
  - Districte de Faizabad
  - Districte de Bahraich
  - Districte de Gonda
  - Districte de Sultanpur
  - Districte de Bara Banki
  - Districte de Partabgarh

## Història
Per la seva història i governants vegeu: Províncies del Nord-oest